# It's Oh So Quiet
"It's Oh So Quiet" is een nummer van de Amerikaanse zangeres Betty Hutton. Het werd in 1951 uitgebracht op de B-kant van haar single "Murder, He Says". In 1995 werd het gecoverd door de IJslandse zangeres Björk op haar album Post. Op 13 november van dat jaar werd het nummer uitgebracht als de derde single van het album.

## Achtergrond
"It's Oh So Quiet" is een cover van het Duitse nummer "Und jetzt ist es still", dat in 1948 voor het eerste werd uitgebracht door Horst Winter. De muziek bij dit nummer werd geschreven door Hans Lang, terwijl Erich Meder de Duitse tekst schreef. In 1949 kwam een Franstalige versie uit onder de titel "Tout est tranquille", uitgevoerd door Ginette Garcin en het orkest van Jacques Hélian. In 1951 werd het nummer naar het Engels vertaald door Bert Reisfeld. Deze versie werd door Betty Hutton uitgebracht als de B-kant van haar single "Murder, He Says". Op deze versie speelt tevens het orkest van Pete Rugolo mee.
In 1995 werd "It's Oh So Quiet" gecoverd door Björk op haar album Post. Het nummer werd gespeeld in de bus die werd gebruikt tijdens een recente tournee, en Björk nam het zelf op als bedankje aan het team dat in die tijd met haar werkte. De single werd de grootste hit uit de carrière van Björk. Het werd haar vijfde nummer 1-hit in haar thuisland IJsland en kwam tot de vierde plaats in de UK Singles Chart. Ook werd het haar enige top 10-hit in Australië, waar het tot de zesde plaats kwam. In de Verenigde Staten kwam het niet in de Billboard Hot 100 terecht, maar kwam het wel tot de negende plaats in de "Bubbling Under"-lijst. In Nederland bereikte de single plaats 25 in de Top 40 en plaats 19 in de Mega Top 50, terwijl in Vlaanderen plaats 28 in de Ultratop 50 werd gehaald. De videoclip van het nummer, geregisseerd door Spike Jonze, werd gefilmd in de San Fernando Valley in Californië en is gebaseerd op de film Les Parapluies de Cherbourg uit 1964.
In 2002 werd "It's Oh So Quiet" gecoverd door Brittany Murphy met de Pussycat Dolls. In 2005 kwam een nieuwe versie door Lucy Woodward uit op de soundtrack van de film Ice Princess. Deze versie werd in 2020 ook gebruikt in de trailer voor de film Birds of Prey. Het nummer werd in verschillende versies gebruikt voor commercials van Maybelline, Candy Crush Saga, de Acura TLX en Facebook.

## Hitnoteringen
Alle noteringen zijn behaald door de versie van Björk.

### Nederlandse Top 40
| Hitnotering: 09-12-1995 t/m 06-01-1996 | Hitnotering: 09-12-1995 t/m 06-01-1996 | Hitnotering: 09-12-1995 t/m 06-01-1996 | Hitnotering: 09-12-1995 t/m 06-01-1996 | Hitnotering: 09-12-1995 t/m 06-01-1996 | Hitnotering: 09-12-1995 t/m 06-01-1996 |
| Week                                   | 1                                      | 2                                      | 3                                      | 4                                      |                                        |
| -------------------------------------- | -------------------------------------- | -------------------------------------- | -------------------------------------- | -------------------------------------- | -------------------------------------- |
| Positie                                | 30                                     | 25                                     | 30                                     | 35                                     | uit                                    |

### Mega Top 50
| Hitnotering: 02-12-1995 t/m 13-01-1996 | Hitnotering: 02-12-1995 t/m 13-01-1996 | Hitnotering: 02-12-1995 t/m 13-01-1996 | Hitnotering: 02-12-1995 t/m 13-01-1996 | Hitnotering: 02-12-1995 t/m 13-01-1996 | Hitnotering: 02-12-1995 t/m 13-01-1996 | Hitnotering: 02-12-1995 t/m 13-01-1996 | Hitnotering: 02-12-1995 t/m 13-01-1996 |
| Week                                   | 1                                      | 2                                      | 3                                      | 4                                      | 5                                      | 6                                      |                                        |
| -------------------------------------- | -------------------------------------- | -------------------------------------- | -------------------------------------- | -------------------------------------- | -------------------------------------- | -------------------------------------- | -------------------------------------- |
| Positie                                | 40                                     | 28                                     | 22                                     | 19                                     | 30                                     | 43                                     | uit                                    |

### NPO Radio 2 Top 2000
| Nummer met noteringen in de NPO Radio 2 Top 2000 | '09  | '10 | '11  | '12  | '13  |
| ------------------------------------------------ | ---- | --- | ---- | ---- | ---- |
| It's Oh So Quiet                                 | 1529 | -   | 1435 | 1413 | 1933 |

1. ↑  Een '-' betekent dat het nummer niet was genoteerd en een vetgedrukt getal geeft de hoogste notering aan.
2. ↑  2009 was het eerste jaar met een notering voor dit nummer.
3. ↑  Deze tabel is bijgewerkt tot en met de laatste editie (2024).